# Love's Law
Love's Law er en amerikansk stumfilm fra 1917 af Tefft Johnson.

## Medvirkende
- Joan Sawyer
- Stuart Holmes som Andre
- Olga Grey som Jealousy
- Leo Delaney
- Richard Neill